# Carl Sandgren
Carl Johan Sandgren, född 22 april 1864 i Rävsnäs i Stockholms län, död 22 mars 1938, var en svensk hovman och envoyé.

## Biografi
Sandgren, som var son till en sjökapten, blev filosofie kandidat 1886 och anställdes vid Utrikesdepartementets arkiv samma år. Han blev andre arkivarie vid arkivet 1899 och 1906 blev Sandgren kansliråd samt chef för utrikesdepartementets arkivavdelning. 1921 blev Sandgren envoyé. Han blev handsekreterare åt kung Gustaf V 1913 och kammarherre 1916. År 1930 blev Sandgren tillförordnad och 1931 ordinarie expeditionschef för Riksmarskalksämbetet.
År 1906 blev Sandgren ledamot av Kungliga Samfundet för utgivande av handskrifter rörande Skandinaviens historia. Han är begravd på Norra begravningsplatsen utanför Stockholm.

## Utmärkelser

### Svenska utmärkelser
- Konung Gustaf V:s jubileumsminnestecken med anledning av 70-årsdagen, 1928.[7]
- Kommendör med stora korset av Nordstjärneorden, 6 juni 1930.[10]
- Kommendör av andra klassen av Nordstjärneorden, 5 juni 1920.[11]
- Riddare av Nordstjärneorden, 1905.[12]
- Kommendör av andra klassen av Vasaorden, 6 juni 1917.[13]
- Riddare av första klassen av Vasaorden, 1900.[14]

### Utländska utmärkelser
- Storkorset av Belgiska Leopold II:s orden, tidigast 1921 och senast 1925.[15][16]
- Storkorset av Danska Dannebrogorden, tidigast 1931 och senast 1935.[7][17]
- Kommendör av första graden av Danska Dannebrogorden, tidigast 1921 och senast 1925.[15][16]
- Storkorset av Franska Svarta stjärnorden, tidigast 1921 och senast 1925.[15][16]
- Storkorset av Lettiska Tre Stjärnors orden, tidigast 1928 och senast 1931.[7][18]
- Storkorset av Monacos Karl den heliges orden, tidigast 1921 och senast 1925.[15][16]
- Storkorset av Nederländska Oranienhusorden, tidigast 1921 och senast 1925.[15][16]
- Storkorset av Spanska Isabella den katolskas orden, tidigast 1925 och senast 1928.[16][18]
- Kommendör av Spanska Isabella den katolskas orden, tidigast 1905 och senast 1908.[3][19]
- Kommendör av första klassen av Finlands Vita Ros’ orden, tidigast 1918 och senast 1921.[15][20]
- Storofficer av Franska Hederslegionen, tidigast 1925 och senast 1931.[7][16]
- Kommendör av Franska Hederslegionen, tidigast 1918 och senast 1921.[15][20]
- Officer av Franska Hederslegionen, tidigast 1910 och senast 1915.[5][21]
- Storofficer av Nederländska Oranien-Nassauorden, 4 september 1922.[22][15][16]
- Kommendör av första klassen av Norska Sankt Olavs orden, tidigast 1915 och senast 1918.[5][20]
- Riddare av andra klassen med kraschan av Ryska Sankt Stanislausorden, 1909.[21][23]
- Riddare av tredje klassen av Ryska Sankt Stanislausorden, senast 1905.[3]
- Riddare av andra klassen av Ryska Sankt Annas orden, 1908.[19][23]
- Storofficer av Serbiska Sankt Savaorden, 1908.[19][23]
- Andra klassen av Osmanska rikets Meschidie-orden, tidigast 1905 och senast 1908.[3][19]
- Kommendör av första klassen av Brittiska Victoriaorden, tidigast 1921 och senast 1925.[15][16]
- Riddare av andra klassen av Preussiska Kronorden, 1908.[19][23]
- Riddare av Mecklenburgska Griporden, senast 1905.[3]
- Officier de l’Instruction publique av Franska Akademiska palmen, senast 1905.[3]